# حاجی‌آباد (بخش کامفیروز)
حاجی‌آباد (مرودشت)، روستایی از توابع بخش کامفیروز شهرستان مرودشت در استان فارس ایران است.

## جمعیت
این روستا در دهستان کامفیروز شمالی قرار دارد و براساس سرشماری مرکز آمار ایران در سال ۱۳۸۵، جمعیت آن ۱٬۱۲۱ نفر (۱۹۷خانوار) بوده‌است.